# Nuevo Vallarta
Nuevo Vallarta è una località messicana dello stato del Nayarit, nel comune di Bahía de Banderas. Fa parte della famosa Riviera Nayarit ed è una delle località turistiche più visitate del Nayarit, che forma un agglomerato urbano con la località di Puerto Vallarta nel vicino stato di Jalisco.